# Cajari
Cajari este un oraș în Maranhão (MA), Brazilia.